# Héctor Muñoz Uribe
Héctor Juan Muñoz Uribe (Penco, Chile; 1 de febrero de 1979) es un político y químico farmacéutico chileno, actualmente Alcalde de la comuna de Concepción. Es miembro fundador y vicepresidente del Partido Social Cristiano y ha ocupado diversos cargos públicos, entre los que destacan su función como Secretario Regional Ministerial de Salud en la región del Biobío y su rol como concejal de Concepción. Es el primer evangélico en ser electo presidente de la Federación de Estudiantes de la Universidad de Concepción.

## Biografía

### Primeros años y educación
Hijo de Héctor Uldaricio Muñoz Olivares y Jene del Carmen Uribe Ceballo, Héctor Muñoz nació y creció en Concepción, donde desarrolló un temprano interés por la religión y la política. Estudió Química y farmacia en la Universidad de Concepción, donde fue el primer evangélico en presidir la Federación de Estudiantes de la Universidad de Concepción (FEC) en 2005. Durante sus años universitarios, fundó el grupo evangélico «Águilas de Jesús», que promovía una postura de conservadora dentro de la universidad.

### Vida personal
Está casado con Francesca Muñoz, diputada por el distrito 20 desde 2018 y coordinadora regional de la Comisión Nacional Evangélica por la Familia (Confamilia), con quien tiene dos hijos; Francesca y Juan Pablo.

### Carrera política
En 2008, Héctor Muñoz comenzó su carrera política postulándose para el cargo de concejal en Concepción, aunque no fue electo en ese momento, obteniendo 2 811 votos, suponiendo el 3,03% del total. Sin embargo, en 2012 fue elegido como concejal y reelegido en 2016. Se postuló a las primarias de Chile Vamos por Renovación Nacional para ser candidato a alcalde, no resultando electo.
En 2017 como concejal solicitó anular instructivos de relacionados con temas de género en los colegios de la comuna.
En 2018, tras el inicio del segundo gobierno de Sebastián Piñera, fue nombrado Secretario Regional Ministerial de Salud en la Región del Biobío, cargo que ocupó hasta octubre de 2021.

### Alcalde de Concepción
En octubre de 2024, Muñoz fue electo alcalde de Concepción, logrando el 21,61% de los votos, en una ajustada competencia en la que derrotó a Aldo Mardones (Democracia Cristiana), al ex-frenteamplista Camilo Riffo y al candidato apoyado por el Partido Republicano James Argo. Su campaña se centró en cuatro ejes principales: seguridad, salud, conectividad y limpieza.

## Historial electoral
| Año  | Tipo                   | Territorio | Pacto                | Partido | Votos  | %     | Resultado |
| ---- | ---------------------- | ---------- | -------------------- | ------- | ------ | ----- | --------- |
| 2008 | Municipales a concejal | Concepción | Alianza              | RN      |        |       | no electo |
| 2012 | Municipales a concejal | Concepción | Alianza              | RN      |        |       | Concejal  |
| 2016 | Primarias a alcalde    | Concepción | Chile Vamos          | RN      | 1 599  | 31.12 | no electo |
| 2016 | Municipales a concejal | Concepción | Chile Vamos          | RN      | 3 714  | 7.44  | Concejal  |
| 2024 | Municipales a alcalde  | Concepción | PSC e Independientes | PSC     | 31 155 | 21.96 | Alcalde   |